# Frens Johwe Casseus
Pour les articles homonymes, voir Casseus.
Frens Johwe Casseus est un joueur français de basket-ball né le 26 avril 1989 à Montfermeil (Seine-Saint-Denis).

## Biographie
Johwe commence le sport à l'âge de 10 ans, où il se lança au football a l'USM Gagny. Un professeur d'EPS, voyant son potentiel dans le basket-ball et sa taille supérieure aux autres lui conseille alors de faire du basket-ball. Deux ans après, Johwe fait sa première licence au club de basket-ball de sa ville.
Avec des bonnes statistiques en championnat régional en Île-de-France, il rejoint l'Institut national du sport, de l'expertise et de la performance (INSEP). Normalement, la formation à l'INSEP dure deux ans mais Johwe y effectue trois ans.
En 2008, tout juste champion d'Europe en 2006 avec la sélection française junior (U18), il signe son premier contrat professionnel avec l'Entente Orléanaise Loiret pour une durée de trois ans. Johwe fait une première saison complète en espoir.
En 2013, il rejoint Saint-Brieuc qui évolue en nationale 1 mais termine à la 16e place de la saison. Le club est ensuite contraint de déposer le bilan pour mauvaise gestion financière.
De retour d'une blessure à la cheville, il s'engage lors de la saison 2016-2017 en faveur du club du Tremblay, en Nationale 2.
Lors de l'été 2017, il signe ensuite un contrat en faveur du club de Mulhouse et donc rejoint la 11e ville et équipe de sa carrière. À la fin de la saison 2017-2018, le club est liquidé et Casseus doit trouver un nouveau club.

## Équipe de France
En 2006, il est champion d'Europe avec la sélection française junior (U18).
Faisant partie des meilleurs espoirs de sa génération, il est présélectionné en équipe de France pour le mondial des U20. Cependant, en raison de la concurrence directe au poste de pivot avec Alexis Ajinca, Casseus se voit écarté du groupe au moment de la liste définitive.

## Clubs successifs
- 2005 :  USM Gagny
- 2005-2008 :  Centre fédéral - INSEP
- 2008-2010 :  Entente Orléanaise Loiret
- 2010-2011 :  Olympique d'Antibes
- 2011-2012 :  Angers BC 49 (prêté par l'Entente Orléanaise Loiret)
- 2012 :  Stade Rodez Aveyron Basket
- 2013-2014 :  Saint-Brieuc Basket Côtes d'Armor
- 2014-2015 :  U.S.V Ré Basket
- 2015-2016 :  ESC Trappes SQ Yvelines
- 2016-2017 :  Tremblay Athlétique Club
- 2017-2018 :  FC Mulhouse Basket